# 宽翅南芥
宽翅南芥（学名：Arabis latialata）为十字花科南芥属下的一个种。

## 扩展阅读
- 維基物種上的相關：宽翅南芥